# Теория «Смысл — Текст»
Теория «Смысл — Текст» (название более точно записывается как «теория „Смысл ⇔ Текст“») — лингвистическая концепция, созданная И. А. Мельчуком и представляющая язык как многоуровневую модель преобразований смысла в текст и обратно (модель «Смысл ⇔ Текст»); отличительной особенностью этой теории является также использование синтаксиса зависимостей. Значительна роль, отводимая лексическому компоненту модели — Толково-комбинаторному словарю.
Модель «Смысл ⇔ Текст» лежит у истоков современной семантики. Из неё также выросла теория интегрального описания языка и системная лексикография. Толкование слова как сентенциальной формы, впервые предложенное в модели «Смысл ⇔ Текст», во многом определяет нынешнюю концепцию лексикологии и лексикографии.

## Общая характеристика
По замыслу её создателей, ТСТ является универсальной теорией, то есть может быть применима к любому языку. На практике основным материалом для неё служил русский язык; в 1980-е и последующие годы теория разрабатывалась применительно к данным английского и французского языков. Фрагменты морфологических описаний, выполненных в рамках идеологии ТСТ, имеются для более значительного числа типологически разнородных языков.

## Главные особенности теории

### Уровневая структура
Теория «Смысл ⇔ Текст» представляет собой описание естественного языка, понимаемого как устройство («система правил»), обеспечивающее человеку переход от смысла к тексту («говорение», или построение текста) и от текста к смыслу («понимание», или интерпретация текста); отсюда символ двунаправленной стрелки в названии теории. При этом приоритет в исследовании языка отдаётся переходу от смысла к тексту: считается, что описание процесса интерпретации текста может быть получено на основе описания процесса построения текста. Теория постулирует многоуровневую модель языка, то есть такую, в которой построение текста на основе заданного смысла происходит не непосредственно, а с помощью серии переходов от одного уровня представления к другому. Помимо двух «крайних» уровней — фонологического (уровня текста) и семантического (уровня смысла), выделяются поверхностно-морфологический, глубинно-морфологический, поверхностно-синтаксический и глубинно-синтаксический уровни. Каждый уровень характеризуется набором собственных единиц и правил представления, а также набором правил перехода от данного уровня представления к соседним. На каждом уровне мы имеем дело, таким образом, с особыми представлениями текста — например, глубинно-морфологическим, поверхностно-синтаксическим и т. п.
Семантическое представление является неупорядоченным графом («сетью»), синтаксические представления являются графическим деревом («деревом зависимостей»), морфологическое и фонологическое представления линейны.
Данная идеология в целом достаточно типична для многих (так наз. стратификационных) теорий языка, развивавшихся в середине XX века; в отдельных чертах теория Мельчука напоминает и ранние версии трансформационной порождающей грамматики Хомского — с тем существенным отличием, что исследование семантики не только никогда не было для Хомского приоритетной задачей, но и вообще практически выводилось им за пределы лингвистики. Языковая модель Хомского не преобразует смыслы в тексты, а порождает тексты по определённым правилам; интерпретация же приписывается этим текстам впоследствии. Существенно также, что англо-американские синтаксические теории, возникшие на материале английского языка с жёстким порядком слов, как правило, использовали синтаксис составляющих, а не синтаксис зависимостей.

### Другие особенности
Наиболее оригинальными чертами ТСТ является её синтаксическая теория, теория лексических функций и семантический компонент — Толково-комбинаторный словарь. Морфологический компонент модели подробно разрабатывался Мельчуком несколько позже — начиная с середины 1970-х гг. Его устройство наиболее полно отражено в фундаментальном «Курсе общей морфологии», который был опубликован на французском языке (5 тт., 1993—2000), а потом в авторизованном русском переводе. Однако по замыслу автора «Курс» представляет собой не столько принципиально новую теорию морфологии, сколько попытку единообразного определения традиционных морфологических понятий и исчисления грамматических категорий в языках мира; таким образом, эта работа соединяет черты теоретической монографии с чертами словаря или энциклопедии (можно вспомнить, что подобные опыты «словарей терминологии» были характерны для ранних этапов развития структурной лингвистики; сам Мельчук в качестве образца для этой своей работы называет труды Бурбаки).

#### Синтаксис
Синтаксический компонент ТСТ предусматривает существование двух синтаксических уровней: поверхностного и глубинного. Для описания синтаксических отношений используется аппарат синтаксиса зависимостей (восходящий к Л. Теньеру); большое значение имеет (также восходящее к Теньеру) противопоставление актантов и сирконстантов. Выделяется большое число (несколько десятков) т. н. поверхностно-синтаксических отношений и небольшое число глубинно-синтаксических. Синтаксис ТСТ в большой степени проникнут семантикой (в глазах критиков это его очень существенный недостаток, в глазах сторонников — напротив, одно из главных достоинств); он во многом выводится из структуры толкования, в которой задаётся модель управления лексемы и перечисляются её сочетаемостные свойства.
В целом можно сказать, что синтаксическая теория в рамках ТСТ — это прежде всего описание устройства предикатной группы, т. е. особенностей глагольного управления. Именно этим объясняется тесная связь с лексической семантикой: как хорошо известно, классификация глаголов по синтаксическим свойствам часто имеет семантические корреляты. Такого рода исследований в европейской и американской лингвистике во время создания ТСТ было относительно немного; важность семантической классификации лексики стала осознаваться позднее. С другой стороны, области, которые в основном исследовались западными синтаксистами (и теми российскими синтаксистами, которые работали в иных теоретических рамках), в ТСТ почти не были отражены: это, например, синтаксис полипредикатных конструкций (как финитных, так и нефинитных) и так наз. синтаксические процессы (анафора, рефлексивизация, эллипсис и т. п.).
В рамках синтаксической концепции ТСТ было создано также описание языка сомали (Жолковский, 1971) и английского языка (Мельчук и Перцов, 1987).

#### Толково-комбинаторный словарь
Толково-комбинаторный словарь — одно из главных теоретических изобретений Мельчука. В каком-то смысле можно сказать, что языковая модель по Мельчуку вообще имеет тенденцию представлять язык как совокупность словарных статей с огромным количеством разнообразной информации; грамматические правила при таком словаре играют скорее второстепенную роль. В то время, когда создавалась ТСТ, такой подход был новым, семантическая (и тем более лексикографическая) информация не считалась важной для построения грамматических описаний.
В Толково-комбинаторный словарь входило толкование слова и его модель управления. Толкование представляло собой запись на формализованном метаязыке; семантически более сложные элементы объяснялись через более простые. Предполагалось (как и в теории А. Вежбицкой), что существуют элементарные смыслы, далее неразложимые — семантические примитивы; но, в отличие от опытов А. Вежбицкой, в ТСТ семантические примитивы практически не использовались. Также в отличие от А. Вежбицкой, признавались искусственные элементы семантического метаязыка (например, для выражения общего значения каузации использовался искусственный глагол каузировать).
Модель управления содержала информацию обо всех семантических и синтаксических актантах слова и о способах их морфологического и синтаксического выражения. Большую часть словарной статьи занимало описание лексических функций — понятие, придуманное Жолковским и Мельчуком для описания того, что они называли «нестандартной сочетаемостью». Так, считалось, что в выражениях круглый дурак и проливной дождь прилагательное имеет одно и то же значение, выражая одну и ту же «лексическую функцию» (в ТСТ она называлась Magn). Было выделено несколько десятков лексических функций, подлежащих описанию в Толково-комбинаторном словаре.
Толково-комбинаторный словарь русского языка публиковался небольшими выпусками начиная с середины 1960-х гг.; позднее он был издан единой книгой в Вене (1984), уже после эмиграции Мельчука и Жолковского. В этой работе участвовала большая группа лингвистов, но основная часть словарных статей написана Ю. Д. Апресяном, А. К. Жолковским и И. А. Мельчуком.
В Канаде Мельчук руководит созданием Толково-комбинаторного словаря французского языка, несколько выпусков которого уже опубликовано.

## Прикладной аспект теории

### Автоматический перевод
Теория «Смысл ⇔ Текст» с самого начала создавалась с сильным акцентом на прикладной проблематике автоматического («машинного») перевода — по замыслу Мельчука, с её помощью, в отличие от традиционных нестрогих теорий, следовало обеспечить построение «действующей» модели языка. Само возникновение этой теории было связано с началом работы Мельчука над машинным переводом (в Лаборатории машинного перевода при МГПИИЯ под руководством В. Ю. Розенцвейга) и его неудовлетворённостью существующими теориями; с другой стороны, предполагалось, что программы машинного перевода будут на эту теорию опираться. ТСТ действительно была использована в некоторых системах машинного перевода, разработанных в России — прежде всего, в системе англо-русского автоматического перевода ЭТАП, созданной уже после эмиграции Мельчука группой под руководством Ю. Д. Апресяна:6. Некоторые элементы идеологии ТСТ были также использованы в ряде других систем машинного перевода, создававшихся в 1960—1970-е гг. во Всесоюзном центре переводов под руководством Н. Н. Леонтьевой, Ю. С. Мартемьянова, З. М. Шаляпиной и др. Все эти системы относятся к числу экспериментальных, то есть их промышленное использование не представляется возможным. Несмотря на то, что они включают много лингвистически полезной информации, в целом ни одна из них пока не обеспечила прорыва в качестве перевода. Парадоксальным образом, установка на практическое применение теории гораздо больше дала самой теории, чем практике. Можно сказать, что работа в области машинного перевода в 1960—1980-е гг. очень сильно способствовала развитию лингвистической теории, но дала весьма скромные результаты собственно в области машинного перевода (хотя и явилась необходимым этапом, способствовавшим накоплению опыта и осознанию причин неудач). 

### Описания языков
Экспериментальными остались и описания языков, целиком выполненные в строгих рамках ТСТ. Самим Мельчуком был построен целый ряд формальных моделей словоизменения различных языков: (венгерского, испанского, алюторского, бафия (группа банту) и др.); формальная модель английского синтаксиса была предложена совместно Мельчуком и Перцовым. В качестве полного описания языка на морфологическом и синтаксическом уровне в идеологии ТСТ можно рассматривать так называемую динамическую грамматику арчинского языка, написанную А. Е. Кибриком (наряду с этим, А. Е. Кибрик опубликовал и традиционное «таксономическое» описание арчинского языка, которым обычно и пользуются кавказоведы). Широкого применения все эти экспериментальные описания не имели.

## Оценка теории
Значение ТСТ в истории лингвистики оценить непросто. Её последователей в настоящее время мало, и интерес к этой теории со стороны молодого поколения лингвистов крайне незначителен. На Западе эта теория известна плохо за пределами узкой группы ближайших учеников и сотрудников Мельчука; даже доброжелательные рецензенты называют Мельчука «великим аутсайдером». В России с критикой этой теории выступают многие синтаксисты, ориентирующиеся на генеративную идеологию (как, например, Я. Г. Тестелец). С их точки зрения, ТСТ вообще не является лингвистической теорией, поскольку не содержит «правил» и «обобщений» в духе последних построений Хомского, а содержит только эмпирические правила, не мотивированные никакими соображениями «универсальной грамматики».
В то же время, с не менее острой критикой ТСТ выступают и те российские лингвисты, кто (как, например, А. Е. Кибрик) придерживается функционального и когнитивного подхода. Критики этого направления указывают на слишком жёсткую и механистическую идеологию ТСТ, не признающую континуальности в языке, не стремящуюся к поиску объяснений наблюдаемых фактов, не учитывающую дискурсивных и когнитивных механизмов функционирования языка.
Личная роль Мельчука — бесспорного неформального лидера отечественной лингвистики 1960—1970-х гг. — в изменении научного климата в СССР также очень велика. И если ТСТ в том виде, как она была создана Мельчуком, и сходит со сцены, то косвенное влияние её на российскую лингвистику следует всё же считать значительным. По-видимому, наиболее плодотворным воплощением этой теории в начале XXI в. является Московская семантическая школа, привнёсшая целый ряд радикальных новшеств в лексикографическую теорию и практику.

### Общие работы
- И. А. Мельчук. Опыт теории лингвистических моделей «Смысл ⇔ Текст». М., 1974 (2-е изд., 1999).
- И. А. Мельчук. Русский язык в модели «Смысл ⇔ Текст». Москва-Вена, 1995.
- I. A. Mel’čuk. Vers une linguistique Sens-Texte. Leçon inaugurale. P.: Collège de France, Chaire internationale, 1997.

### Лексико-семантический компонент
- И. А. Мельчук, А. К. Жолковский, Ю. Д. Апресян и др. Толково-комбинаторный словарь современного русского языка: Опыты семантико-синтаксического описания русской лексики. Wien: Wiener Slavistischer Almanach, 1984.
2-е издание: И. А. Мельчук, А. К. Жолковский. Толково-комбинаторный словарь русского языка: Опыты семантико-синтаксического описания русской лексики. — 2-е изд., испр. — М.: Глобал Ком: Языки славянской культуры, 2016. — 544 с. — ISBN 978-5-94457-271-4
- I. A. Mel’čuk, A. Clas & A. Polguère. Introduction à la lexicologie explicative et combinatoire. P.: Duculot, 1995. — ISBN 2-8011-1106-6
- I. A. Mel'čuk et al. Dictionnaire explicatif et combinatoire du français contemporain. Recherches lexico-sémantiques IV, Montréal: Les Presses de l’Université de Montréal, 1999. — ISBN 2-7606-1738-6
- Л. Н. Иорданская & И. А. Мельчук. Смысл и сочетаемость в словаре. М.: Языки славянских культур, 2007. — ISBN 5-9551-0181-0

### Синтаксический компонент
- А. К. Жолковский. Синтаксис сомали. М.: Наука, 1971.
- И. А. Мельчук. Поверхностный синтаксис русских числовых выражений. Wien: Wiener Slawistischer Almanach, 1985.
- I. A. Mel’čuk & N. V. Pertsov. Surface syntax of English: A formal model within the Meaning-Text framework. Amsterdam; Philadelphia: Benjamins, 1987. ISBN 90-272-1515-4
- I. A. Mel’čuk. Dependency syntax: Theory and practice. Albany, NY: SUNY, 1988. ISBN 0-88706-450-7, ISBN 0-88706-451-5
- I. A. Mel’čuk. Actants in Semantics and Syntax. I,II, Linguistics, 2004, 42:1, 1-66; 42:2, 247—291.

### Морфологический компонент
- I. A. Mel'čuk. Cours de morphologie générale, vol. 1-5. Montréal: Les Presses de l’Université de Montréal/Paris: CNRS Éditions, 1993—2000. ISBN 2-7606-1548-0 (Мельчук И. А. Курс общей морфологии. Пер. с фр./Общ. редакция Н. В. Перцова и Е. Н. Саввиной. т. 1-5. Москва-Вена: Языки славянских культур, Венский славистический альманах, 1997—2006. ISBN 5-9551-0111-X)
- I. A. Mel'čuk. Aspects of the Theory of Morphology. Berlin; New York: Mouton de Gruyter, 2006. ISBN 3-11-017711-0 ISBN 978-3-11-017711-4

### Работы последователей ТСТ
- В. З. Санников. Русские сочинительные конструкции: Семантика. Прагматика. Синтаксис. М.: Наука, 1989.
- Л. Л. Иомдин. Автоматическая обработка текста на естественном языке: модель согласования. М.: Наука, 1990.
- И. М. Богуславский. Сфера действия лексических единиц. М.: «Языки русской культуры», 1996.
- Leo Wanner (ed.), Recent Trends in Meaning-Text Theory. Amsterdam; Philadelphia.: J. Benjamins Pub., 1997. ISBN 1-55619-925-2, ISBN 90-272-3042-0